# Museo del Carnaval (Barranquilla)

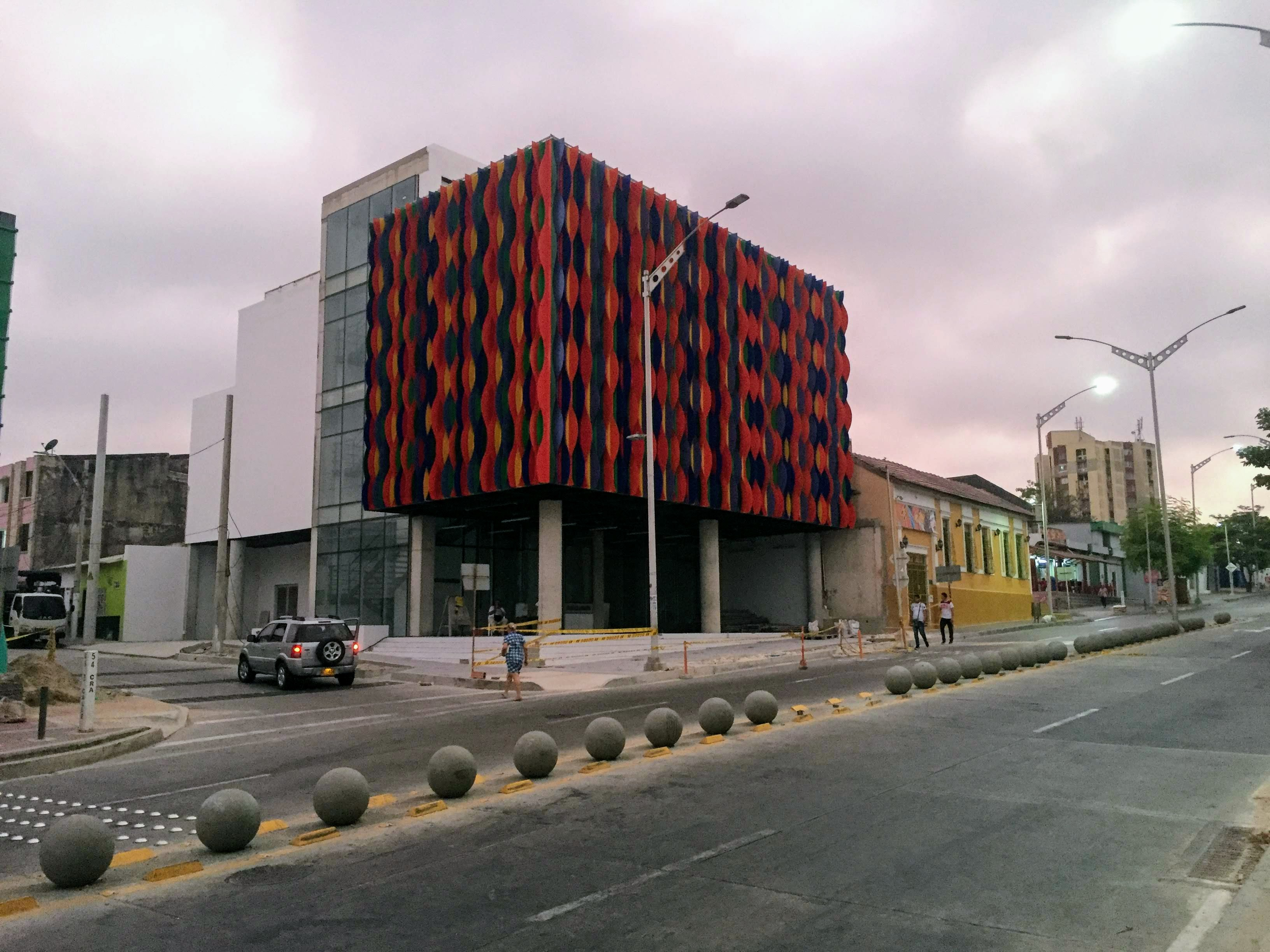
Museo del carnaval de Barranquilla.

El Museo del carnaval de Barranquilla es un escenario cultural dedicado a la investigación, preservación, difusión y exhibición de las manifestaciones y tradiciones del carnaval de la ciudad colombiana de Barranquilla. Además, incorpora un componente educativo que ofrece una visión sobre la naturaleza patrimonial de la fiesta entre los visitantes. 

## Historia
Inicialmente fue un proyecto de la Fundación Carnaval de Barranquilla en alianza con el Parque Cultural del Caribe y el Museo del Caribe, inaugurado el 7 de abril de 2011 en su primera etapa con la Sala del Carnaval Elsa Caridi. Este primer museo del carnaval estaba ubicado en la Casa del Carnaval en el barrio Abajo.
En 2018, el alcalde Alejandro Char anunció la construcción del Museo del Carnaval en un inmueble anexo a la Casa del Carnaval.

## Características

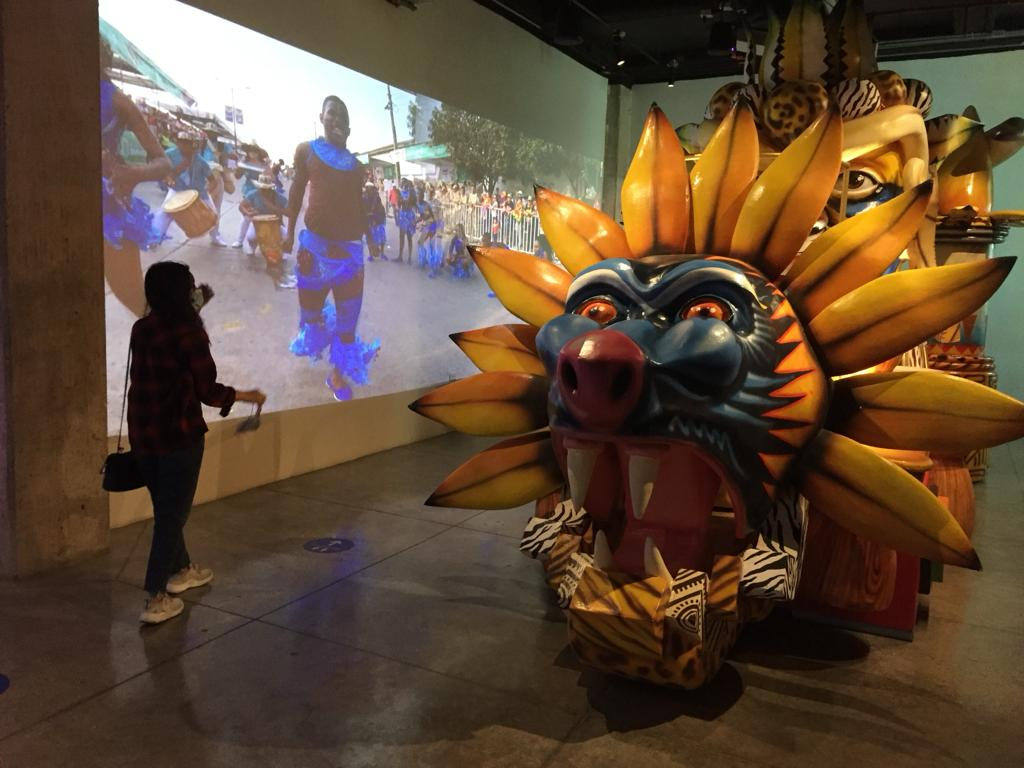
Carroza en miniatura

El Museo del Carnaval está ubicado en la carrera 54 entre calles 49 y 50. La superficie construida es de 1.225,2 metros cuadrados sobre un lote de 532,7 metros cuadrados. 

#### Fachada
Está compuesta por paneles verticales que cubren el exterior del edificio y parasoles articulados que hacen que cambie de color. Está inspirada en la obra cinética del artista visual venezolano Carlos Cruz Díez. 

#### Planta baja
La entrada funciona como plaza abierta donde se pueden realizar reuniones y eventos. Cuenta con un almacén de recuerdos relacionados con el carnaval como máscaras, disfraces e instrumentos musicales. También aloja la taquilla y el ascensor. Más adelante habrá un espacio de 200 m² para exposiciones temporales.

#### Primer piso
Está constituido por dos áreas para exposiciones y una de proyección de videos, de 265, 200 y 49 m², respectivamente. En las salas de exposiciones se cuenta la historia del carnaval a través de lecturas y pantallas que muestran sus antecedentes, su presente y su relación con otros carnavales del mundo. Además, se presentan máscaras, instrumentos musicales, atuendos de las diferentes danzas y comparsas, el pergamino del Bando de la reina de 1992 Mireya Caballero y el cetro de Katia Nule, reina del Carnaval de 1995. En la entrada se exhibirá la carroza ganadora de la Batalla de Flores de cada año.

#### Segundo piso

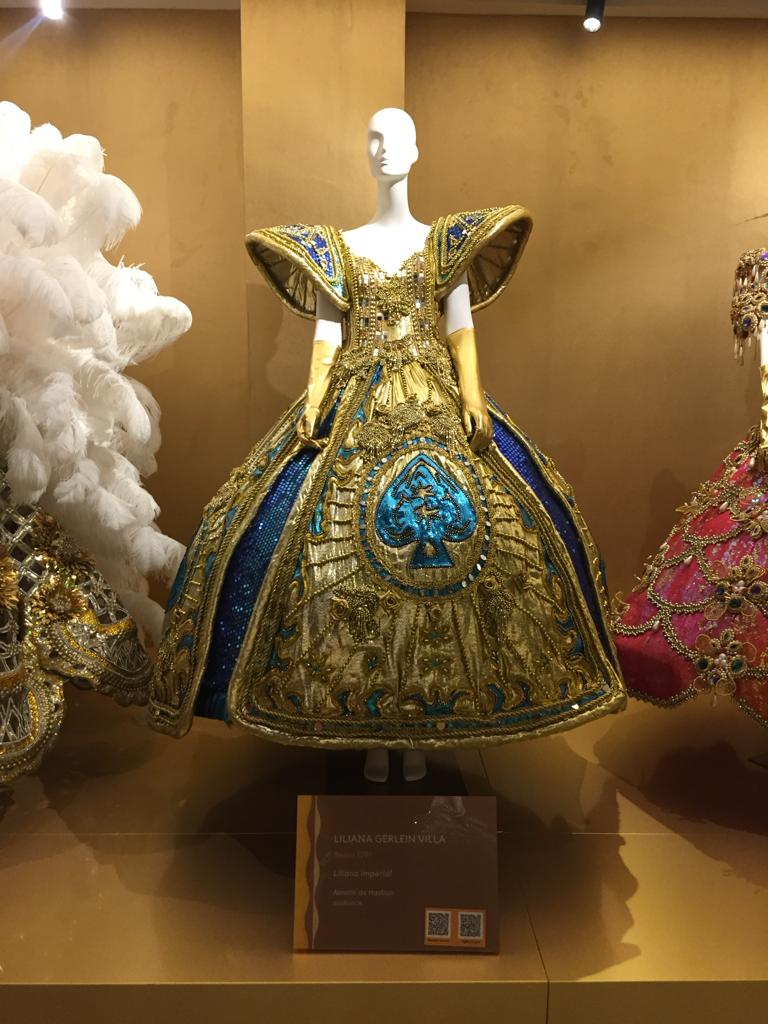
Traje de coronación de la reina del carnaval de 1991, Liliana Gerlein Villa

Está conformado por dos áreas para exposiciones y proyección de videos, de 314 y 200 m², respectivamente. En esta planta se presenta la tradición del carnaval de Barranquilla, los diferentes personajes y bailes, las raíces africanas, indígenas, europeas y las tradiciones de la región. Se encuentran expuestos 35 vestidos de coronación de diferentes soberanas de la fiesta, desde Lucía Ruíz (1955), hasta Carolina Segebre (2019). Cada una de ellas donaron sus trajes después haber sido restaurados

#### Terraza
Área de 180,9 metros cuadrados ubicada en el cuarto nivel, ofrece una vista 360 de la ciudad y es de entrada es libre, se utiliza para eventos. Allí empieza el recorrido y se desciende al resto de pisos que contienen las exposiciones.

## Contratación
El proceso licitatorio para el diseño y la construcción del Museo del Carnaval contó con la participación de 53 personas naturales o jurídicas del orden nacional. 